# Koji Takada
Koji Takada (Osaka, 2 de marzo de 1963) es un piloto de motociclismo de velocidad japonés, que compitió regularmente en el Campeonato Mundial de Motociclismo desde 1988 hasta 1991.

## Biografía
El primer éxito de Takada llega en 1987 cuando queda subcampeón del Campeonato Japonés de velocidad por detrás de Hisashi Unemoto. Gracias a sus resultados, ambos japoneses comenzarán su carrera internacional a principio de 1988 debutando en el GP de España en la categoría 125 cc, categoría en la que Takada seguiría vinculado hasta 1991 a bordo de una Honda. Ese año, Takada terminaría en la posición 17 de la clasificación general gracias a las tres ocasiones en la que acabaría en zona de puntos. En 1989, realiza el que sería su mejor temporada acabando sexto en la general con tres podios en Japón, España y Suecia. Empezará la siguiente temporada con un tercer puesto en GP de Japón, un cuarto lugar en el GP de España y un quinto en GP de las Naciones pero una lesión le impide seguir y le obliga a mantenerse alejado de las pistas durante meses, hasta su regreso en l Gran Premio de Checoslovaquia, tres meses después de su última aparición por lo que acaba en el puesto 16 de la general. En su última temporada en mundial, ocupará el 17.º lugar final con un sexto lugar en Australia como mejor posición.

## Participaciones
Sistema de puntuación de 1988 a 1992:
| Posición | 1  | 2  | 3  | 4  | 5  | 6  | 7 | 8 | 9 | 10 | 11 | 12 | 13 | 14 | 15 |
| Puntos   | 20 | 17 | 15 | 13 | 11 | 10 | 9 | 8 | 7 | 6  | 5  | 4  | 3  | 2  | 1  |

| Año  | Cat.  | Moto  | 1      | 2       | 3     | 4       | 5       | 6       | 7       | 8       | 9      | 10     | 11      | 12     | 13      | 14     | 15     | Pts. | Pos. |
| ---- | ----- | ----- | ------ | ------- | ----- | ------- | ------- | ------- | ------- | ------- | ------ | ------ | ------- | ------ | ------- | ------ | ------ | ---- | ---- |
| 1988 | 125cc | Honda | JAP -  | USA -   | ESP 9 |         | NAC 22  | ALE Ret | AUT 19  | NED Ret | BEL 8  | YUG 6  | FRA Ret | GBR 24 | SWE 12  | CHE 21 |        | 29   | 17.º |
| 1989 | 125cc | Honda | JAP 3  | AUS Ret |       | ESP 3   | NAC 4   | ALE Ret | AUT Ret |         | NED 9  | BEL 9  | FRA 4   | GBR 11 | SWE 3   | CHE 7  |        | 99   | 6.º  |
| 1990 | 125cc | Honda | JAP 3  |         | ESP 4 | NAC 5   | ALE DNS | AUT -   | YUG -   | NED -   | BEL -  | FRA -  | GBR -   | SUE -  | CHE -   | HUN -  | AUS 26 | 39   | 16.º |
| 1991 | 125cc | Honda | JAP 18 | AUS 6   |       | ESP Ret | ITA 16  | ALE DNS | AUT -   | EUR -   | NED 19 | FRA 14 | GBR 12  | RSM 11 | CHE Ret |        | MAL 9  | 28   | 17.º |

| Color     | Resultado                                                               |
| --------- | ----------------------------------------------------------------------- |
| Oro       | Ganador                                                                 |
| Plata     | 2.ª plaza                                                               |
| Bronce    | 3.ª plaza                                                               |
| Verde     | Finalizó en los puntos                                                  |
| Azul      | Finalizó sin puntos                                                     |
| Azul      | NC - No clasificado                                                     |
| Violeta   | Ret - No terminó (Carrera)                                              |
| Rojo      | DNQ - No se clasificó                                                   |
| Negro     | DSQ - Descalificado                                                     |
| Blanco    | DNS - No empezó (carrera)                                               |
| Blanco    | WD - Retirado (fin de semana)                                           |
| Blanco    | C - Carrera cancelada                                                   |
| Sin color | DNP - Inscrito pero no participó                                        |
| Sin color | INJ - Lesionado                                                         |
| Sin color | EX - Excluido                                                           |
| Estado    | Resultado                                                               |
| Negrita   | Pole position                                                           |
| Cursiva   | Vuelta rápida                                                           |
| †         | Abandona, pero clasifica al completar el porcentaje requerido para ello |